# 1. VC Hamburg
Der 1. Volleyball-Club Hamburg (VCH) war ein Volleyballverein aus der Hansestadt Hamburg.

## Geschichte

### 1991/92
Der Verein wurde am Totensonntag 1991 in den Geschäftsräumen eines Hamburger Finanzunternehmen in Hamburg-Bramfeld von Burkhard Tesdorpf, Günter Ploß, Jürgen Hunke, Rudolf Mackerodt, Gerhard Hein, Alexander Barnert, Günther Schultz und Jens von Leesen gegründet. Tesdorpf wurde Vorsitzender, Ploß Stellvertreter und Mackerodt Schatzmeister.
Der Verein wurde Nachfolger des Hamburger LSV (HLSV), der nach wenigen Monaten des Bestehens wirtschaftlich am Ende war. Die Mannschaften des HLSV traten in den 1. VC Hamburg über, darunter die Mannschaft in der Männer-Bundesliga sowie die Zweitliga-Frauen.
Wenige Tage nach der Vereinsgründung wurde mit Michael Mücke der Trainer der VCH-Bundesligamannschaft entlassen, sein bisheriger Assistent Bernd Schlesinger wurde zum Cheftrainer befördert. Während am Bundesliga-Spielbetrieb noch bis Mitte Dezember 1991 unter dem bisherigen Namen HLSV teilgenommen wurde, erfolgte die Übertragung des Spielrechts auf den VCH am 17. Dezember 1991. Das erste Spiel als 1. VC Hamburg wurde am 20. Dezember gegen den Moerser SC ausgetragen, es endete vor 1000 Zuschauern in der Sporthalle Wandsbek mit einem 3:2-Sieg der Hamburger.
Wichtigster Geldgeber des VCH war das Unternehmen Sharp, im Februar 1992 berichtete der Vereinsvorsitzende Tesdorpf, der sein Amt am Ende der Saison 1991/92 abgab, aus finanziellen Gründen von Ungewissheit über die Bestreitung der Folgespielzeit 1992/93. Im Mai 1992 wurden die VCH-Männer um Spielführer Frank Mackerodt durch ein 3:1 über den SCC Berlin vor 2300 Zuschauern in der Alsterdorfer Sporthalle deutscher Pokalsieger. Die VCH-Frauen schlossen die Saison 1991/92 in der 2. Bundesliga auf dem zweiten Tabellenplatz ab. Die männliche A-Jugend des Vereins belegte Ende Mai 1992 bei der Deutschen Meisterschaft dieser Altersklasse den dritten Platz.

### 1992/93
Ploß wurde als Nachfolger von Tesdorpf 1992 Vereinsvorsitzender. Ende Mai 1992 wurde Sharps Ausstieg als Hauptgeldgeber bekannt, wodurch dem Verein mehr als die Hälfte des vorgesehenen Geldes für den Saisonhaushalt 1992/93 fehlte. Die Weiterführung des Bundesligaspielbetriebs war gefährdet, die VCH-Männer erhielten als deutscher Pokalsieger die Teilnahmeberechtigung für den Europapokal, obwohl gegen den Vorgängerverein Hamburger LSV wegen des Rückzugs eine Sperre für europäische Wettbewerbe ausgesprochen worden war. Im Juli 1992 fand sich mit dem Geschäftsmann Götz Marquardt und dessen Unternehmen VIA-Dachteile ein neuer Hauptgeldgeber, mit dem eine zweijährige Zusammenarbeit vereinbart wurde.
Zur Saison 1992/93 holten die Hamburger den tschechoslowakischen Nationalspieler Peter Goga. Der Zuspieler sollte den zuvor beim VCH spielenden Finnen Kari Kalin ersetzen. Bei den Zweitliga-Damen des Vereins wurde Knut Rettig im Sommer 1992 neuer Trainer.
Trotz der Zusammenarbeit mit dem Unternehmen VIA-Dachteile blieb die wirtschaftliche Lage des 1. VC Hamburg heikel, unter anderem weil Verhandlungen mit einer Brauerei keinen Erfolg einbrachten. Wegen begrenzter Nutzungszeiten in der Sporthalle Wandsbek musste die Mannschaft des Weiteren im Trainingsbetrieb Abstriche machen.
Im Europapokal bekamen die Hamburger die kroatische Mannschaft Zeljeznicar Osijek als Achtelfinalgegner zugelost. Aufgrund des Kroatienkrieges, in dessen Rahmen die Stadt zeitweise Beschuss ausgesetzt war, wollten die Hamburger dort nicht zum Auswärtsspiel antreten. Der VCH schaltete das Auswärtige Amt ein, das vom deutschen Botschafter in Kroatien eine Stellungnahme einholte, in der auf die Gefahren einer Reise in das Gebiet aufmerksam gemacht wurde. Zeljeznicar Osijek, das keinen anderen Heimspielort benennen konnte, trat die Austragung des Rückspiels an die Hamburger ab und erhielt dafür vom VCH einen Betrag von rund 10 000 D-Mark sowie die Kosten für Unterbringung und Verpflegung erstattet. Hin- und Rückspiel wurden Anfang Dezember 1992 innerhalb von 24 Stunden in der Sporthalle Wandsbek ausgetragen, Hamburg gewann jeweils mit 3:0 und zog damit in die Europaliga ein. Dort wurde der VCH einer Gruppe mit Aris Thessaloniki (Griechenland), San José Soria (Spanien) und Montichiari (Italien) zugelost. Als Tabellendritter (punktgleich mit dem Zweiten Thessaloniki) verpassten die Hamburger knapp den Einzug ins Halbfinale, obwohl das letzte Gruppenspiel vor 3000 Zuschauern in der Sporthalle Wandsbek gegen die griechische Mannschaft gewonnen wurde.
Die VCH-Damen gewannen 1993 den Meistertitel in der 2. Bundesliga Frauen Nord, die Herrenmannschaft landete in der Bundesliga im Mittelfeld. Die männliche A-Jugend wurde 1993 wie im Vorjahr Dritter der Deutschen Meisterschaft. Frank Mackerodt, der im März 1993 seine Laufbahn beim VCH beendete, übernahm die Vermarktung der Mannschaft.

### 1993/94
In der Saison 1993/94 plagten den Verein erhebliche wirtschaftliche Sorgen. Begonnen wurde das Spieljahr mit einem Mannschaftshaushalt von rund 300 000 D-Mark und nur einem Acht-Mann-Aufgebot um den neuen Mannschaftskapitän Uwe Körner. Als Ziel wurde der Bundesliga-Klassenverbleib ausgegeben. Mackerodt erarbeitete ein neues Rahmenprogramm für die Heimspiele, um die Anziehungskraft der Veranstaltungen zu erhöhen. Ende September 1993 betrugen die Verbindlichkeiten rund 100 000 D-Mark, im Dezember 1993 erwirkte der ehemalige VCH-Manager Lutz Reinhardt wegen ausstehender Lohnnachzahlungen in fünfstelliger Höhe eine Pfändung des Vereinsbankkontos. Anfang Februar 1994 stellte der Verein wegen Überschuldung einen Konkursantrag, während der Mannschaft ungeachtet der angespannten Lage dank einer Siegesserie den Einzug in die Bundesliga-Meisterrunde gelang. Eine erwogene Übernahme durch den Hamburger SV fand nicht statt, da kein Hauptgeldgeber gefunden wurde. Im Mai 1994 stimmte der Vorstand des 1. SC Norderstedt einer Übernahme der VCH-Bundesligamannschaft zu. Neben Trainer Schlesinger gingen aus dem vorherigen Hamburger Aufgebot Uwe Körner, Axel Hager, Axel Jennewein, Jörg Ahmann, Gunnar Eckert und Dirk Schlüter mit nach Norderstedt.

## Bekannte Spieler
- Jörg Ahmann
- Axel Hager
- Oliver Heitmann
- Kari Kalin
- Uwe Körner
- Dirk Oldenburg
- Frank Mackerodt
- Christian Voß